# Abraham Tiquet
Abraham Tiquet, född 1681, död okänt år, var en svensk konterfejargesäll.
Han var son till handelsmannen Samuel Tiquet och Johanna Carré och barnbarnsbarn till Dionysius Padtbrugge. Tiquet utbildade sig till målare och var från början av 1700-talet verksam som konterfejargesäll i England. Tiquet finns representerad vid några brittiska museum.  